# Prapatnica
Prapatnica falu Horvátországban Split-Dalmácia megyében. Közigazgatásilag Segethez tartozik.

## Fekvése
Split központjától légvonalban 22, közúton 40 km-re, Trogir központjától légvonalban 9, közúton 14 km-re, községközpontjától 12 km-re északnyugatra, Dalmácia középső részén, az 58-as számú, Šibenikből Splitbe menő főút mellett fekszik.

## Története
1274-ben IV. László uralkodása idejében említik először. 1420-ban a közeli Trogirral együtt velencei uralom alá került. A török háborúk sok szenvedést hoztak a lakosság számára, melynek legnagyobb része a jól védhető tengerparti városokba és a szigetekre menekült. A török veszély elmúltával lakosságát újratelepítették. 1797-ben a Velencei Köztársaság megszűnésével a település Habsburg Birodalom része lett. 1806-ban Napóleon csapatai foglalták el és 1813-ig francia uralom alatt állt. Napóleon bukása után ismét Habsburg uralom következett, mely az első világháború végéig tartott. 1857-ben 271, 1910-ben 435 lakossal. Az I. világháború után rövid ideig az Olasz Királyság, ezután a Szerb-Horvát-Szlovén Királyság, majd Jugoszlávia része lett. A település lakossága 2011-ben 177 fő volt, akik mezőgazdaságból (oliva és szőlő) éltek.

## Lakosság
| Lakosság változása | Lakosság változása | Lakosság változása | Lakosság változása | Lakosság változása | Lakosság változása | Lakosság változása | Lakosság változása | Lakosság változása | Lakosság változása | Lakosság változása | Lakosság változása | Lakosság változása | Lakosság változása | Lakosság változása | Lakosság változása |
| ------------------ | ------------------ | ------------------ | ------------------ | ------------------ | ------------------ | ------------------ | ------------------ | ------------------ | ------------------ | ------------------ | ------------------ | ------------------ | ------------------ | ------------------ | ------------------ |
| 1857               | 1869               | 1880               | 1890               | 1900               | 1910               | 1921               | 1931               | 1948               | 1953               | 1961               | 1971               | 1981               | 1991               | 2001               | 2011               |
| 271                | 265                | 316                | 353                | 391                | 435                | 380                | 546                | 535                | 580                | 579                | 485                | 402                | 315                | 225                | 177                |

## Nevezetességei
- Szent Tamás apostol tiszteletére szentelt római katolikus temploma 1891-ben épült a régi templom alapjain, melyből csak az apszis maradt meg. A márvány főoltár és a Mária mennye bevitelét ábrázoló oltárkép a 19. században készült. A templomnak még két fából készült oltára van. A Gyógyító boldogasszony oltár helyi mester oltárképével és a Szent Tamás oltár a szentet ábrázoló oltárképpel. A falfülkékben Szent Rókus és Szent Antal szobrai láthatók. A templomot 1963-ban és 2000-ben megújították és egy új Nagyboldogasszony oltárt építettek. A templom előtt helyezték el a Béke királynőjének szobrát. Ekkor állították fel a Šibenikből Splitbe menő főút és a Progomet felé vezető út kereszteződésében boldog Alojzije Stepinac érsek szobrát is.